# Borstig hönshirs
Borstig hönshirs (Echinochloa stagnina) är en gräsart som först beskrevs av Anders Jahan Retzius, och fick sitt nu gällande namn av Ambroise Marie François Joseph Palisot de Beauvois. Enligt Catalogue of Life ingår Borstig hönshirs i släktet hönshirser och familjen gräs, men enligt Dyntaxa är tillhörigheten istället släktet hönshirser och familjen gräs. Det är osäkert om arten förekommer i Sverige. Inga underarter finns listade i Catalogue of Life.

## Bildgalleri

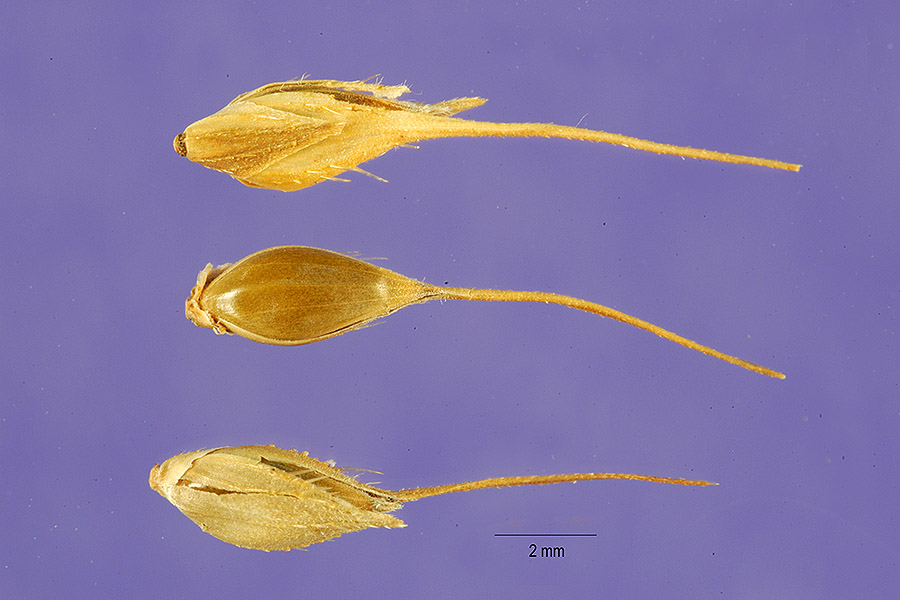